# غوران فولكستاد
غورَان فولكستاد (بالسويدية: Göran Folkestad)‏ هو مغني وكاتب أغاني سويدي، ولد في 1952 في ستوكهولم في السويد.